# Persecución a Falun Gong

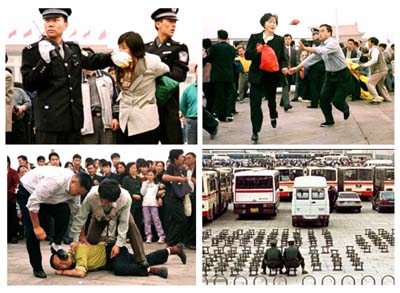
Arresto de practicantes de Falun Gong en China

La persecución a Falun Gong es una campaña antirreligiosa iniciada en 1999 por el Partido Comunista Chino para eliminar la práctica espiritual de Falun Gong en China, la cual mantiene una doctrina de ateísmo estatal. Se caracteriza por una campaña de propaganda polifacética, un programa de conversión ideológica forzada y reeducación y una variedad de medidas coercitivas extralegales, como detenciones presuntamente arbitrarias, trabajo forzado y tortura física, que a veces terminan en la muerte.
Falun Gong es una disciplina moderna de qigong que combina ejercicios lentos y meditación con una filosofía moral centrada en los principios de Verdad, Benevolencia y Tolerancia.  Fue fundada por Li Hongzhi, quien la introdujo al público en mayo de 1992 en Changchun, Jilin. Tras un período de rápido crecimiento en la década de 1990, el Partido Comunista lanzó una campaña para «erradicar» Falun Gong el 20 de julio de 1999.
Un cuerpo extra-constitucional llamado Oficina 610 fue creado para liderar la persecución de Falun Gong. Las autoridades movilizaron a los medios de comunicación estatales, al poder judicial, la policía, el ejército, el sistema educativo, las familias y los lugares de trabajo contra el grupo. La campaña fue impulsada por la propaganda a gran escala a través de la televisión, periódicos, radio e internet.  Hay informes de tortura sistemática, encarcelamiento ilegal, trabajo forzado, cosecha de órganos y medidas psiquiátricas abusivas, con el objetivo aparente de obligar a los practicantes a retractarse de su creencia en Falun Gong.
Los observadores extranjeros estiman que centenares de miles y quizás millones de practicantes de Falun Gong han sido detenidos en campos de «reeducación por el trabajo», prisiones y otros centros de detención por negarse a renunciar a la práctica espiritual. Ex presos han informado que los practicantes de Falun Gong recibieron consistentemente «las sentencias más largas y el peor trato» en los campos de trabajo, y en algunas instalaciones los practicantes de Falun Gong formaron la mayoría de los detenidos. En 2009, al menos dos mil practicantes de Falun Gong habrían sido torturados hasta la muerte en la campaña de persecución. Algunos los observadores internacionales y autoridades judiciales han descrito la campaña contra Falun Gong como genocidio. En 2009, los tribunales de España y Argentina acusaron a altos funcionarios chinos de genocidio y crímenes de lesa humanidad por su papel en la organización de la represión de Falun Gong.
En 2006, surgieron acusaciones de que muchos practicantes de Falun Gong habían sido asesinados para abastecer a la industria China de trasplante de órganos. Una investigación inicial encontró que «la fuente de 41 500 trasplantes para el período de seis años 2000 a 2005 es inexplicable» y concluyó que «ha habido y sigue habiendo hoy en día sustracciones de órganos a gran escala de practicantes de Falun Gong». Ethan Gutmann estima que 65 000 practicantes de Falun Gong fueron asesinados por sus órganos de 2000 a 2008. Tras un análisis adicional, los investigadores elevaron significativamente las estimaciones sobre el número de practicantes de Falun Gong que podrían haber sido seleccionados para la extracción de órganos. En 2008 Relatores Especiales de Naciones Unidas Especiales reiteraron sus peticiones al «gobierno chino para explicar plenamente la alegación de la toma de órganos vitales de los practicantes de Falun Gong y la fuente de órganos para el aumento repentino de trasplantes de órganos que ha estado sucediendo en China desde el año 2000».

## Antecedentes

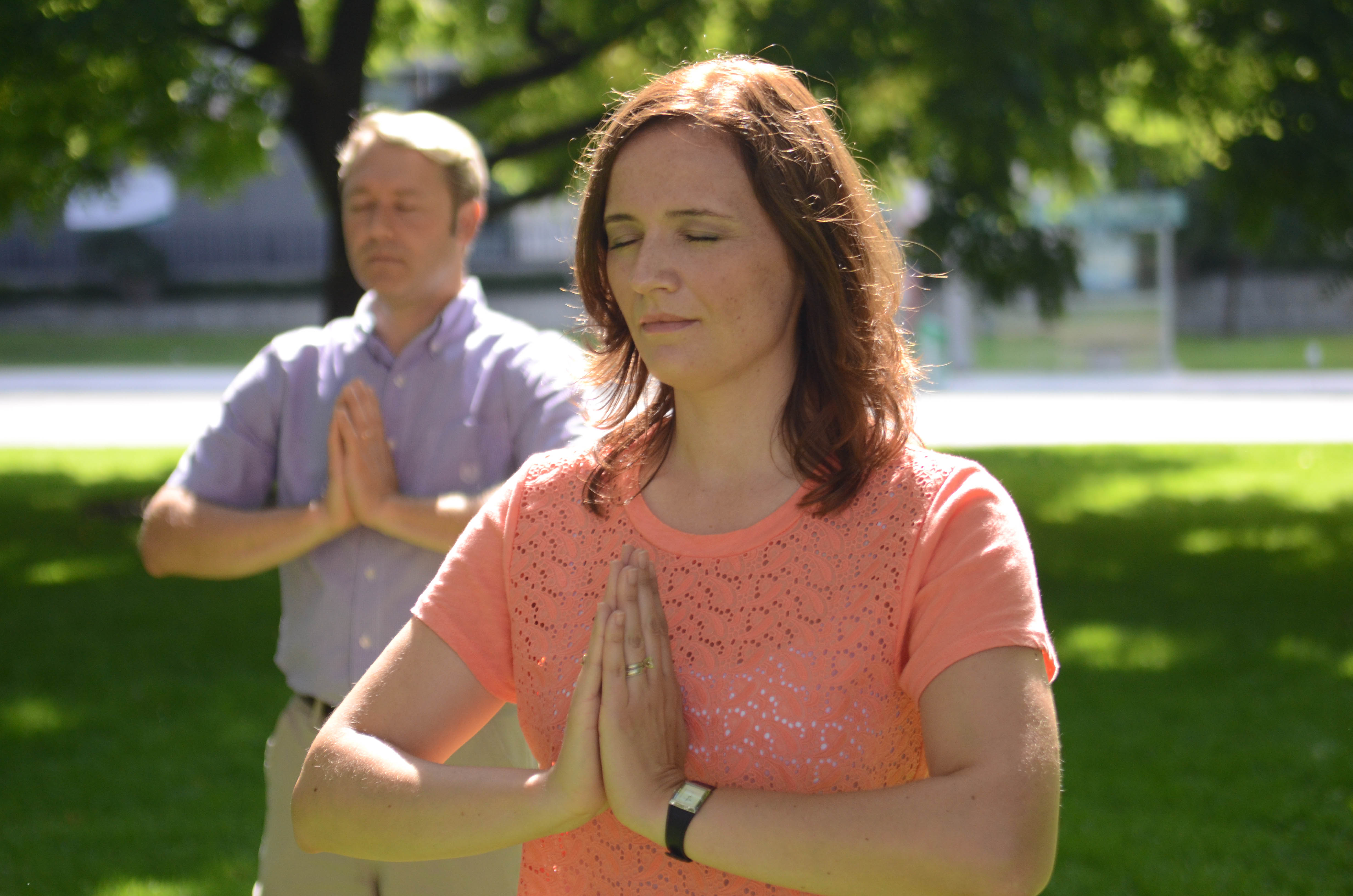
Los practicantes realizando el tercer ejercicio de Falun Gong Gong en Toronto

Falun Gong, también conocido como Falun Dafa, es una forma de práctica espiritual de qigong que implica meditación, ejercicios de energía y una filosofía moral basada en la tradición budista. La práctica fue enseñada públicamente por primera vez por Li Hongzhi en el noreste de China en la primavera de 1992, hacia el final del «boom del qigong» de China.»
Falun Gong inicialmente disfrutó de un considerable apoyo oficial durante los primeros años de su desarrollo. Fue promovido por la Asociación de Qigong estatal y otros organismos gubernamentales. Sin embargo, a mediados de la década de 1990, las autoridades chinas trataron de frenar la influencia de las prácticas de qigong y promulgaron requisitos más estrictos sobre las diversas denominaciones de qigong del país. En 1995 las autoridades ordenaron que todos los grupos de qigong establecieran sucursales del Partido Comunista. El gobierno también buscó formalizar lazos con Falun Gong y ejercer mayor control sobre la práctica. Falun Gong se resistió a la cooptación, y en su lugar se retiró por completo de la asociación de qigong estatal.
Tras esta ruptura de vínculos con el Estado, el grupo fue objeto de crecientes críticas y vigilancia por parte del aparato de seguridad y el  departamento de propaganda del país. En julio de 1996 se prohibió la publicación de libros de Falun Gong y los medios de comunicación oficiales comenzaron a criticar al grupo como una forma de «superstición feudal», cuya orientación «teísta» era contraria a la ideología oficial y a la agenda nacional.
Las tensiones continuaron incrementándose a través de la década de 1990. Para 1999, las encuestas estimaban que hasta setenta millones de personas practicaban Falun Gong en China. Aunque algunos organismos gubernamentales y altos funcionarios siguieron expresando su apoyo a las prácticas, otros se mostraron cada vez más recelosos con respecto a su tamaño y capacidad de organización independiente.
El 22 de abril de 1999, varias docenas de practicantes de Falun Gong fueron golpeados y detenidos en la ciudad de Tianjin mientras realizaban una sentada pacífica. Los médicos dijeron que la orden de detención llegó desde el Ministerio de Seguridad Pública, y que los detenidos podrían ser liberados sólo con la aprobación de las autoridades de Beijing.
El 25 de abril, más de diez mil practicantes de Falun Gong se reunieron pacíficamente cerca del recinto del gobierno de Zhongnanhai en Beijing para solicitar la liberación de los practicantes de Tianjin y poner fin al creciente hostigamiento contra ellos. Fue el intento de los practicantes de Falun Gong de buscar reparación de los líderes yendo hacia ellos y, «aunque muy discreta y educadamente, dejando claro que no serían tratados tan mal.» Fue la primera manifestación masiva en el complejo de Zhongnanhai en la historia de la RPC, y la mayor protesta en Beijing desde 1989. Varios representantes de Falun Gong se reunieron con el entonces primer ministro Zhu Rongji, quien les aseguró que el gobierno no estaba en contra de Falun Gong, y prometió que los practicantes de Tianjin serían liberados. La multitud afuera se dispersó pacíficamente, aparentemente creyendo que su manifestación había sido un éxito.
El zar de seguridad y miembro del politburó Luo Gan fue menos conciliador, y pidió a Jiang Zemin, el Secretario General del Partido Comunista Chino encontrar una solución decisiva al problema de Falun Gong.

## Persecución a nivel estatal
En la noche del 25 de abril de 1999, el entonces Secretario General del Partido Comunista, Jiang Zemin, emitió una carta indicando su deseo de ver derrotado a Falun Gong. La carta expresó alarma por la popularidad de Falun Gong, particularmente entre los miembros del Partido Comunista. Al parecer, calificó la protesta de Zhongnanhai de «el incidente político más grave desde los disturbios políticos del 4 de junio en 1989.»
En una reunión del Politburó, el 7 de junio de 1999, Jiang describe a Falun Gong como una grave amenaza para la autoridad el Partido Comunista —«algo sin precedentes en el país desde su fundación hace cincuenta años»— y ordenó la creación de un comité de alto nivel para «preparar el trabajo de desintegración de [Falun Gong].» Los rumores de una inminente represión comenzaron a circular por toda China, provocando manifestaciones y peticiones. El gobierno negó públicamente los informes, los calificó de «completamente infundados» y ofreció garantías de que nunca había prohibido las actividades de qigong.
Justo después de la medianoche del 20 de julio de 1999, los agentes de seguridad pública detuvieron a cientos de practicantes de Falun Gong de sus hogares en ciudades de China. Las estimaciones sobre el número de detenciones varían de varios cientos a más de 5600. Un periódico de Hong Kong informó que cincuenta mil personas fueron detenidas en la primera semana de la represión. Cuatro coordinadores de Falun Gong en Beijing fueron arrestados y juzgados rápidamente por «filtrar secretos de estado». La Oficina de Seguridad Pública ordenó a las iglesias, templos, mezquitas, periódicos, medios de comunicación, tribunales y policías que suprimieran Falun Gong. Siguieron tres días de manifestaciones masivas de practicantes en una treintena de ciudades. En Beijing y otras ciudades, los manifestantes fueron detenidos en estadios deportivos. Editoriales en periódicos estatales instaron a la gente a abandonar la práctica de Falun Gong, y en particular a los miembros del Partido Comunista se les recordó que eran ateos y que no deben permitirse «volverse supersticiosos al continuar practicando Falun Gong».
Li Hongzhi Respondió con una «Breve declaración mía» el 22 de julio:

No estamos en contra del gobierno ahora, ni lo estaremos en el futuro. Otras personas pueden tratarnos mal, pero no tratamos mal a los demás, ni tratamos a las personas como enemigos.

Hacemos un llamado a todos los gobiernos, organizaciones internacionales y personas de buena voluntad en todo el mundo para que nos brinden su apoyo y asistencia a fin de resolver la crisis actual que está ocurriendo en China.

### Razón fundamental
Observadores extranjeros han tratado de explicar el motivo del Partido para prohibir Falun Gong por diversos factores. Estos incluyen la popularidad de Falun Gong, su independencia del estado y la negativa a acatar la línea del Partido, la política de poder interno dentro del Partido Comunista, y el contenido moral y espiritual de Falun Gong, que lo puso en desacuerdo con la ideología ateísta marxista–leninista del partido
Un informe del World Journal sugirió que ciertos funcionarios de alto nivel del Partido querían tomar medidas enérgicas contra la práctica durante años, pero carecían de pretexto suficiente hasta que la protesta en Zhongnanhai, que según dicen fue orquestada en parte por Luo Gan, un oponente de Falun Gong desde hacía mucho tiempo. Según los informes, también hubo divisiones en el Politburó en el momento del incidente. Willy Wo-Lap Lam escribe que la campaña de Jiang contra Falun Gong puede haber sido utilizada para promover su lealtad a sí mismo; Lam cita a un veterano del partido diciendo: «Al desatar un movimiento al estilo Mao [contra Falun Gong], Jiang está obligando a los cuadros superiores a jurar lealtad a su línea». Falun Gong considera que Jiang es personalmente responsable de la decisión final, y las fuentes citadas por el Washington Post afirman que «solo Jiang Zemin decidió que Falun Gong debe ser eliminado» y «eligió lo que pensaba era un blanco fácil». Peerman citó razones tales como sospecha de celos personales de Li Hongzhi; Saich postula que la ira de los líderes del partido por el atractivo generalizado y la lucha ideológica de Falun Gong. El Washington Post informó que los miembros del Comité Permanente del Politburó no apoyaron unánimemente la represión, y que «solo Jiang Zemin decidió que Falun Gong debia ser eliminado». El tamaño y alcance de la campaña anti-Falun Gong de Jiang superó el de muchos movimientos de masas anteriores.
Human Rights Watch señala que la represión contra Falun Gong refleja los esfuerzos históricos del Partido Comunista Chino para erradicar la religión, que el gobierno creía que era intrínsecamente subversiva. Algunos periodistas creen que la reacción de Beijing expone su naturaleza autoritaria y su intolerancia para competir lealmente. The Globe and Mail  escribió: «...cualquier grupo que no este bajo el control del Partido es una amenaza»; en segundo lugar, las protestas de 1989 pueden haber aumentado la sensación de los dirigentes de perder el control del poder, haciéndoles vivir en «miedo mortal» a las manifestaciones populares. Craig Smith del Wall Street Journal sugiere que el gobierno que no tiene por definición ninguna visión de la espiritualidad, carece de credibilidad moral para luchar contra un enemigo expresamente espiritual; el partido se siente cada vez más amenazado por cualquier sistema de creencias que desafía su ideología y tiene la capacidad de organizarse. Falun Gong, cuyo sistema de creencias representaba un renacimiento de la religión china tradicional, estaba siendo practicado por muchos miembros del Partido Comunista y miembros de las fuerzas armadas y se consideraba particularmente perturbador para Jiang Zemin. «Jiang acepta la amenaza de Falun Gong como una amenaza ideológica: creencias espirituales contra el ateísmo militante y el materialismo histórico. Él [quería] purgar del gobierno y del ejército de tales creencias».

## Mecanismos legales y políticos

### Oficina 610

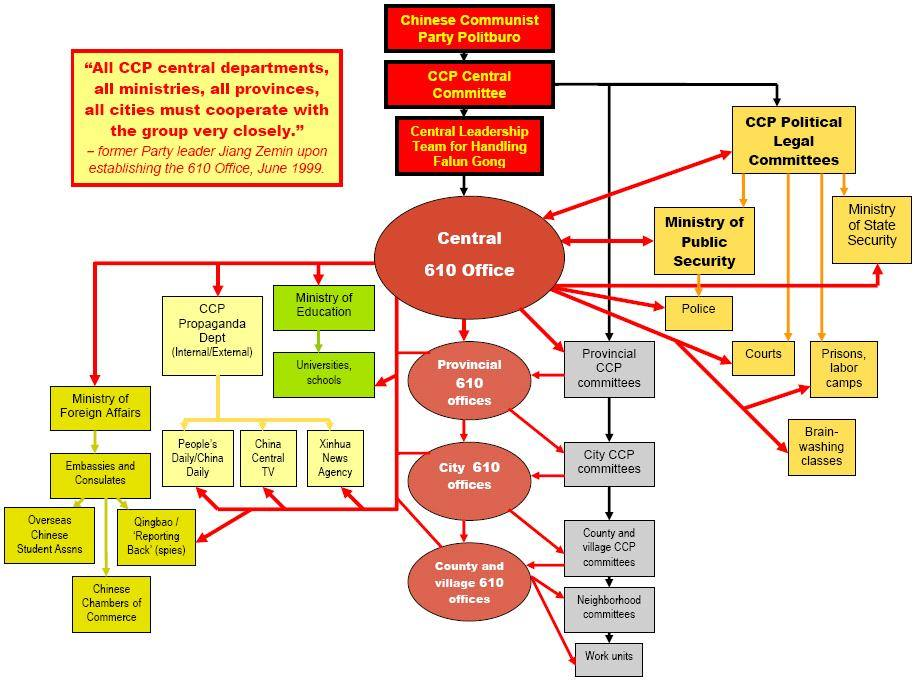
Organización de la Oficina 610 en China

El 10 de junio, el Partido estableció la Oficina 610, una agencia de seguridad dirigida por el Partido Comunista responsable de coordinar la eliminación de Falun Gong. La oficina no se creó con ninguna legislación, y no hay disposiciones que describan su mandato preciso. Debido a esto, a veces se describe como una organización extralegal. No obstante, sus tareas eran «tratar con agencias centrales y locales, del partido y estatales, a las que se les pidió que actuaran en estrecha coordinación con esa oficina», según el profesor de la UCLA James Tong. Los líderes de la Oficina 610 «pueden recurrir a altos funcionarios del gobierno y del partido... y aprovechar sus recursos institucionales», y tienen acceso personal al Secretario General y al Primer Ministro del Partido Comunista.
La oficina está encabezada por un miembro de alto rango del Politburó o del Comité Permanente del Poliburó del Partido Comunista. Está estrechamente asociado con el poderoso Comité de Asuntos Políticos y Legislativos del Partido Comunista de China. Poco después de la creación de la Oficina central 610, se establecieron sucursales locales en cada nivel administrativo dondequiera que estuvieran presentes las poblaciones de practicantes de Falun Gong, incluidos los niveles provincial, de distrito, municipal y, a veces, de vecindario. En algunos casos, se han establecido Oficinas 610 en grandes corporaciones y universidades.
Las principales funciones de las Oficinas 610 incluyen la coordinación de la propaganda contra Falun Gong, la vigilancia y la recopilación de información, el castigo y la «reeducación» de los practicantes de Falun Gong. Según los informes, la oficina está involucrada en la sentencia extrajudicial, la reeducación coercitiva, la tortura y, a veces, la muerte de practicantes de Falun Gong.
El periodista Ian Johnson, cuya cobertura de la ofensiva contra Falun Gong le valió un Premio Pulitzer, escribió que el trabajo de la Oficina 610 era «movilizar a las organizaciones sociales competentes del país. Bajo las órdenes de la Oficina de Seguridad Pública, las iglesias, templos, mezquitas, periódicos, medios de comunicación, tribunales y policías se alinearon rápidamente detrás del plan simple del gobierno: aplastar a Falun Gong, no hay medidas demasiado excesivas».

### Documentos oficiales y circulares

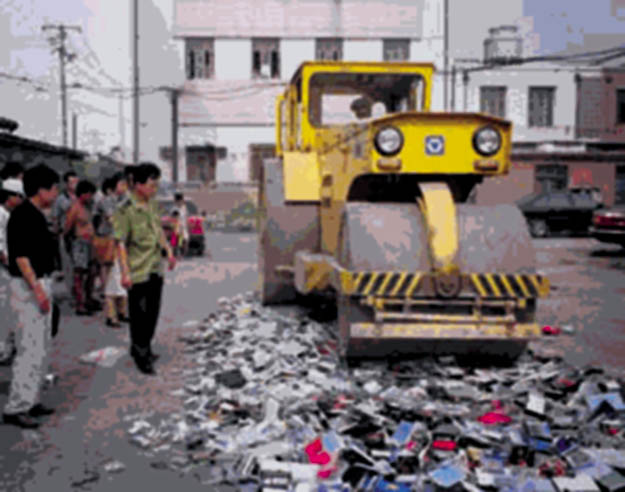
Los libros de Falun Gong son destruidos tras el anuncio de la prohibición en 1999.

A partir de julio de 1999, las autoridades chinas emitieron varios avisos y circulares en los que se prescribían medidas para reprimir Falun Gong e imponer restricciones a la práctica y la expresión de las creencias religiosas:
- El 22 de julio de 1999, el Ministerio de Asuntos Civiles emitió una circular proclamando que la Sociedad de Investigación de Falun Dafa era una organización no registrada (y por lo tanto ilegal).
- El 22 de julio de 1999, el Ministerio de Seguridad Pública emitió una circular que prohíbe la práctica o propagación de Falun Gong, y prohíbe cualquier intento de petición contra la prohibición u oposición a la decisión del gobierno.
- En julio de 1999, el Ministerio de Personal emitió una circular declarando que a todos los empleados del gobierno se les prohibía practicar Falun Gong. Documentos posteriores instruyeron a los departamentos del gobierno local a «tratar con funcionarios que han practicado Falun Gong».
- El 26 de julio de 1999, el Ministerio de Seguridad Pública pidió la confiscación y destrucción de todas las publicaciones relacionadas con Falun Gong.[55] Los libros de Falun Gong fueron triturados, quemados y arrasados para las cámaras de televisión.[6][37] Millones de publicaciones fueron destruidas—aplastadas, trituradas o incineradas para las cámaras de televisión.[56]
- El 29 de julio de 1999, la Oficina Judicial de Beijing emitió un aviso prohibiendo a los abogados defender a los practicantes de Falun Gong. El Ministerio de Justicia también emitió instrucciones de que los abogados no debían representar a Falun Gong sin permiso.[57]
- El 30 de octubre de 1999, el Congreso Nacional del Pueblo modificó un estatuto (artículo 300 del Código Penal) para suprimir las «religiones heterodoxas» en toda China.[58] La legislación se utilizó para legitimar retroactivamente la persecución de grupos espirituales considerados «peligrosos para el estado».[6] Prohibió cualquier asamblea pública a gran escala, y también prohibió a las organizaciones religiosas o de qigong organizarse en varias provincias o coordinarse con grupos en el extranjero.[58] La decisión de la APN declaró que «todos los rincones de la sociedad se movilizarán para prevenir y combatir las actividades de las organizaciones heréticas, y se establecerá un sistema de gestión integral».[7] El mismo día, el Tribunal Popular Supremo emitió una interpretación judicial que prescribe medidas para castigar a las personas que se encuentran en desafío a la ley.[59]
- El 5 de noviembre de 1999, el Tribunal Popular Supremo emitió un aviso dando instrucciones a los tribunales locales sobre el manejo de casos de personas acusadas de delitos por «organizar o utilizar organizaciones heréticas, particularmente Falun Gong». Pidió que los practicantes de Falun Gong sean procesados por delitos como «instigar actividades de división de China, poner en peligro la unidad nacional o subvertir el sistema socialista».

Expertos en derechos humanos y observadores legales han declarado que las directivas oficiales y los documentos legales emitidos para la purga no cumplen con los estándares legales internacionales y violan las disposiciones de la propia constitución de China.

### Implicaciones para el estado de derecho
El Ministerio de Justicia exigió que los abogados buscaran permiso antes de enfrentar los casos de Falun Gong y los instó a «interpretar la ley de manera tal que se ajuste al espíritu de los decretos del gobierno». Además, el 5 de noviembre de 1999, el Tribunal Popular Supremo emitió un aviso a todos los tribunales inferiores indicando que era su «deber político» «imponer resueltamente el castigo severo» contra los grupos considerados heréticos, especialmente Falun Gong. También requería que los tribunales en todos los niveles manejaran los casos de Falun Gong siguiendo la dirección de los comités del Partido Comunista, asegurando así que los casos de Falun Gong serían juzgados con base en consideraciones políticas, en lugar de evidencia. Brian Edelman y James Richardson escribieron que el aviso de SPC «no se corresponde bien con el derecho constitucional del defensor a la defensa, y parece asumir la culpa antes de que se lleve a cabo un juicio».
La campaña del Partido Comunista contra Falun Gong fue un punto de inflexión en el desarrollo del sistema legal de China, que representa un «importante retroceso» en el desarrollo del estado de derecho, según Ian Dominson. En la década de 1990, el sistema legal se fue profesionalizando gradualmente, y en 1996-1997 una serie de reformas afirmaron el principio de que todos los castigos debían basarse en el estado de derecho. Sin embargo, la campaña contra Falun Gong no habría sido posible si se llevara a cabo dentro de los estrechos límites del derecho penal vigente en China. Para perseguir al grupo, en 1999 el sistema judicial volvió a ser utilizado como un instrumento político, y las leyes se aplicaron con flexibilidad para avanzar en los objetivos políticos del Partido Comunista. Edelman y Richardson escriben que «la respuesta del Partido y el gobierno al movimiento de Falun Gong viola el derecho de los ciudadanos a una defensa legal, libertad de religión, expresión y reunión consagrada en la Constitución... El Partido hará todo lo necesario para aplastar cualquier amenaza percibida a su control supremo. Esto representa un alejamiento del estado de derecho y hacia esta política histórica de Mao de "gobernar por el hombre"».

## Propaganda

### Inicio de la campaña
Uno de los elementos clave de la campaña contra Falun Gong fue una campaña de propaganda que buscaba desacreditar y demonizar a Falun Gong y sus enseñanzas.
Durante el primer mes de la represión, aparecieron entre 300 y 400 artículos que atacaban a Falun Gong en los principales periódicos estatales, mientras que la televisión en horario de máxima audiencia reprodujo presuntas denuncias en el grupo, sin visiones divergentes emitidas en los medios. La campaña de propaganda se centró en las acusaciones de que Falun Gong ponía en peligro la estabilidad social, era engañosa y peligrosa, era «anticientífica» y amenazaba el progreso, y argumentó que la filosofía moral de Falun Gong era incompatible con una ética social marxista.
Durante varios meses las noticias vespertinas de la Televisión Central de China contenían poca retórica pero anti-Falun Gong. Los estudiosos chinos Daniel Wright y Joseph Fewsmith lo describieron como «un estudio de demonización total». Falun Gong fue comparado con «una rata cruzando la calle a la que todo el mundo grita para aplastar» por el Beijing Daily; otros funcionarios dijeron que sería una lucha «a largo plazo, compleja y seria» para «erradicar» Falun Gong.
La propaganda estatal inicialmente utilizó el atractivo del racionalismo científico para argumentar que la cosmovisión de Falun Gong estaba en «completa oposición a la ciencia» y al comunismo. Por ejemplo, el periódico People's Daily afirmó el 27 de julio de 1999 que la lucha contra Falun Gong «fue una lucha entre el teísmo y el ateísmo, la superstición y la ciencia, el idealismo y el materialismo». Otros editoriales declararon que el «idealismo y el teísmo» de Falun Gong son «absolutamente contradictorios con las teorías y principios fundamentales del marxismo, y que el principio de "Verdad, Benevolencia y Tolerancia" predicado por [Falun Gong] no tiene nada en común con el progreso socialista ético y cultural que estamos tratando de lograr». La supresión de Falun Gong se presentó como un paso necesario para mantener el «papel de vanguardia» del Partido Comunista en la sociedad china.
En las primeras etapas de la represión, las noticias de la noche también transmitían imágenes de grandes montones de materiales de Falun Gong que fueron aplastados o incinerados. Para el 30 de julio, diez días después de la campaña, Xinhua había reportado confiscaciones de más de un millón de libros de Falun Gong y otros materiales, cientos de miles quemados y destruidos.
El tono de la retórica oficial contra Falun Gong siguió aumentando en los meses siguientes a julio de 1999, y se amplió para incluir acusaciones de que Falun Gong estaba confabulando con fuerzas extranjeras «antichinas». Los informes de los medios retrataron a Falun Gong como un daño a la sociedad, una actividad religiosa «anormal» y una forma peligrosa de «superstición» que condujo a la locura, la muerte y el suicidio. Estos mensajes se transmitieron a través de todos los canales de medios estatales y no estatales, así como a través de unidades de trabajo y la propia estructura de células del Partido Comunista que penetran en la sociedad.
Elizabeth Perry, una historiadora de Harvard, escribe que el patrón básico de la ofensiva fue similar a «la campaña anti-derechista de la década de 1950 y las campañas de contaminación anti-espiritual de la década de 1980». Como lo hizo durante la Revolución Cultural, el Partido Comunista organizó manifestaciones en las calles y reuniones para detener el trabajo en las remotas provincias occidentales por parte de agencias gubernamentales como la agencia meteorológica para denunciar la práctica. Las autoridades del gobierno local han llevado a cabo programas de «estudio y educación» en toda China, y los cuadros oficiales han visitado a los aldeanos y agricultores en sus hogares para explicarles «en términos simples, el daño de Falun Gong para ellos».

### Uso de la etiqueta «culto»
A pesar de los esfuerzos del partido, los cargos iniciales contra Falun Gong no lograron obtener un apoyo popular generalizado para la persecución del grupo. En octubre de 1999, tres meses después de que comenzara la persecución, el Tribunal Popular Supremo emitió una interpretación judicial clasificando a Falun Gong como xiejiao. Una traducción amplia de ese término es «enseñanza herética» o «enseñanza heterodoxa», pero durante la campaña de propaganda contra Falun Gong se tradujo como «culto» o «culto maligno». En el contexto de la China imperial, el término xiejiao se usó para referirse a las religiones no confucianas, aunque en el contexto de la China comunista, se ha utilizado para atacar a organizaciones religiosas que no se someten a la autoridad del Partido Comunista. Julia Ching escribe que la etiqueta de «culto maligno» fue definida por un gobierno ateo «en premisas políticas, no por ninguna autoridad religiosa», y fue utilizada por las autoridades para hacer constitucionales los arrestos y encarcelamientos previos.
Ian Johnson argumentó que al aplicar la etiqueta de «culto», el gobierno puso a Falun Gong a la defensiva y «encubrió [su] represión con la legitimidad del movimiento anticulto [o anti-sectas] de Occidente». David Ownby escribió de manera similar que «todo el tema de la supuesta naturaleza de culto de Falun Gong fue un engaño desde el principio, hábilmente explotado por el estado chino para mitigar el atractivo de Falun Gong». Según John Powers y Meg YM Lee, debido a que Falun Gong fue categorizado en la percepción popular como un «club de ejercicios de qigong apolítico», no fue visto como una amenaza para el gobierno. La estrategia más crítica en la campaña de persecución de Falun Gong, por lo tanto, fue convencer a la gente para que reclasifique a Falun Gong en una serie de «etiquetas religiosas cargadas negativamente» como «culto malvado», «secta» o «superstición». En este proceso de volver a etiquetar, el gobierno estaba intentando aprovechar una «profunda reserva de sentimientos negativos relacionados con el papel histórico de los cultos cuasirreligiosos como una fuerza desestabilizadora en la historia política china».
La propaganda china en el extranjero que usa esta etiqueta ha sido censurada por los gobiernos occidentales. La Comisión Canadiense de Telecomunicaciones por Radio y Televisión en 2006 cuestionó las transmisiones anti-Falun Gong de la Televisión Central China (CCTV), señalando que «son expresiones de extrema mala voluntad contra Falun Gong y su fundador, Li Hongzhi. La burla, la hostilidad y el abuso alentados por tales comentarios podrían exponer al grupo o individuo objetivo al odio o al desprecio y... podrían incitar a la violencia y amenazar la seguridad física de los practicantes de Falun Gong».

### Incidente de autoinmolación en la Plaza Tiananmen
Un punto de inflexión en la campaña del gobierno contra Falun Gong ocurrió el 23 de enero de 2001, cuando cinco personas se prendieron fuego en la Plaza Tiananmen. Fuentes del gobierno chino declararon inmediatamente que eran practicantes de Falun Gong conducidos al suicidio por la práctica, y llenaron los medios de comunicación de la nación con imágenes gráficas y nuevas denuncias de la práctica. La autoinmolación se presentó como evidencia de los «peligros» de Falun Gong, y se utilizó para legitimar la represión del gobierno contra el grupo.
Las fuentes de Falun Gong cuestionaron la exactitud de la narrativa del gobierno, señalando que sus enseñanzas prohíben explícitamente la violencia o el suicidio. Varios periodistas y académicos occidentales también notaron inconsistencias en el relato oficial de los eventos, lo que llevó a muchos a creer que la autoinmolación podría haberse realizado para desacreditar a Falun Gong. El gobierno no permitió investigaciones independientes y denegó el acceso a las víctimas a los periodistas occidentales o grupos de derechos humanos. Sin embargo, dos semanas después del incidente de autoinmolación, The Washington Post publicó una investigación sobre la identidad de dos de las víctimas y descubrió que «nadie las vio practicar Falun Gong».
La campaña de propaganda estatal que siguió al evento erosionó la simpatía pública por Falun Gong. Como señaló la revista Time, muchos chinos habían sentido anteriormente que Falun Gong no representaba una amenaza real, y que la represión del estado contra ella había ido demasiado lejos. Después de la autoinmolación, sin embargo, la campaña mediática contra el grupo ganó una adhesión significativa. Se produjeron carteles, folletos y vídeos que detallaban los supuestos efectos perjudiciales de la práctica de Falun Gong, y se programaron clases regulares contra Falun Gong en las escuelas. La CNN comparó la iniciativa de propaganda del gobierno con movimientos políticos pasados como la Guerra de Corea y la Revolución Cultural. Más tarde, cuando la opinión pública se volvió contra el grupo, las autoridades chinas comenzaron a sancionar el «uso sistemático de la violencia» para eliminar a Falun Gong. En el año siguiente al incidente, el encarcelamiento, la tortura y la muerte de practicantes de Falun Gong bajo custodia aumentaron significativamente.

## Censura

### Interferencia con corresponsales extranjeros
El Club de Corresponsales Extranjeros de China se ha quejado de que sus miembros fueron «seguidos, detenidos, interrogados y amenazados» por informar sobre la represión de Falun Gong. Las autoridades chinas acusaron de «periodistas ilegales» a periodistas extranjeros que cubrían una conferencia de prensa clandestina de Falun Gong en octubre de 1999. Los periodistas de Reuters, el New York Times, Associated Press y otras organizaciones fueron interrogados por la policía, obligados a firmar confesiones y les confiscaron temporalmente sus documentos de trabajo y residencia. Los corresponsales también se quejaron de que las transmisiones de televisión por satélite fueron interferidas mientras se enviaban a través de la Televisión Central de China. Amnistía Internacional afirma que «varias personas han recibido sentencias de prisión o largos períodos de detención administrativa por denunciar la represión o dar información por internet».
El informe de 2002 de Reporteros sin Fronteras sobre China afirma que los fotógrafos y camarógrafos que trabajan con medios extranjeros no pudieron trabajar en la Plaza Tiananmen y sus alrededores, donde cientos de practicantes de Falun Gong se habían manifestado en los últimos años. Estima que «al menos cincuenta representantes de la prensa internacional han sido arrestados desde julio de 1999, y algunos de ellos fueron golpeados por la policía; varios seguidores de Falun Gong han sido encarcelados por hablar con periodistas extranjeros». Ian Johnson, corresponsal de The Wall Street Journal en Beijing, escribió una serie de artículos que le valieron el Premio Pulitzer 2001. Johnson dejó Beijing después de escribir sus artículos, afirmando que «la policía china habría hecho imposible mi vida en Beijing» después de recibir el Pulitzer.
Organizaciones enteras de noticias no han sido inmunes a las restricciones de prensa sobre Falun Gong. En marzo de 2001, Time Asia publicó una historia sobre Falun Gong en Hong Kong. La revista fue sacada de los estantes en China continental y amenazó con que nunca más se vendería en el país. En parte como resultado del difícil entorno de presentación de informes, en 2002, la cobertura de noticias occidentales sobre la persecución en China había cesado por completo, incluso cuando el número de muertes de Falun Gong bajo custodia estaba en aumento.

### Censura de internet
Los términos relacionados con Falun Gong se encuentran entre los temas más censurados en internet en China y personas encontradas descargando o circulando información en línea sobre Falun Gong corren el riesgo de ser encarcelados. 
Las autoridades chinas comenzaron a filtrar y bloquear sitios web en el extranjero a mediados de la década de 1990, y en 1998 el Ministerio de Seguridad Pública desarrolló planes para el «Proyecto Golden Shield» para monitorizar y controlar las comunicaciones en línea. La campaña contra Falun Gong en 1999 proporcionó a las autoridades un incentivo adicional para desarrollar técnicas de censura y vigilancia más rigurosas. El gobierno también se movió para criminalizar varias formas de discurso en línea. La primera regulación integrada de China sobre contenido de internet, aprobada en el 2000, hizo ilegal difundir información que «socava la política del estado para las religiones» o predica creencias «feudales», una referencia velada a Falun Gong.
El mismo año, el gobierno chino buscó a las corporaciones occidentales para desarrollar herramientas de vigilancia y censura que les permitieran rastrear a los practicantes de Falun Gong y bloquear el acceso a noticias e información sobre el tema. Las compañías norteamericanas como Cisco y Nortel comercializaron sus servicios al gobierno chino promocionando su eficacia en la captura de Falun Gong.
Además de censurar Internet dentro de sus fronteras, el gobierno y los militares chinos utilizan la guerra cibernética para atacar los sitios web de Falun Gong en los Estados Unidos, Australia, Canadá y Europa. Según el investigador chino de internet Ethan Gutmann, los primeros ataques sostenidos de denegación de servicio lanzados por China fueron contra sitios web extranjeros de Falun Gong.
En 2005, investigadores de Harvard y Cambridge descubrieron que los términos relacionados con Falun Gong eran los más censurados en internet en China. Otros estudios de censura china y prácticas de supervisión arrojaron conclusiones similares. Un estudio de 2012 que examinó las tasas de censura en los sitios web de las redes sociales chinas encontró que los términos relacionados con Falun Gong se encontraban entre los más estrictamente censurados. Entre los veinte términos principales con mayor probabilidad de ser eliminados en los sitios web de las redes sociales chinas, tres son variaciones de la palabra «Falun Gong» o «Falun Dafa».
En respuesta a la censura de internet en China, los practicantes de Falun Gong en América del Norte desarrollaron un conjunto de herramientas de software que podrían utilizarse para evitar la censura y la vigilancia en línea.[cita requerida]

## Tortura y ejecuciones extrajudiciales

### Reeducación
Un componente clave de la campaña del Partido Comunista es la reeducación o «transformación» de los practicantes de Falun Gong. La transformación se describe como «un proceso de reprogramación ideológica mediante el cual los practicantes están sujetos a diversos métodos de coerción física y psicológica hasta que se retractan de su creencia en Falun Gong».
El proceso de transformación generalmente ocurre en prisiones, campos de trabajo, centros de reeducación y otros centros de detención. En 2001, las autoridades chinas ordenaron que ningún practicante de Falun Gong se librara de las medidas coercitivas utilizadas para que renunciaran a su fe. Los más activos fueron enviados directamente a campos de trabajos forzados, «donde primero son "quebrados" por golpes y otras torturas».  Los exprisioneros informan que los guardias les dijeron que «ninguna medida es demasiado excesiva» para obtener declaraciones de renuncia, y los practicantes que se niegan a renunciar a Falun Gong a veces son asesinados bajo custodia.
La transformación se considera exitosa una vez que el practicante de Falun Gong firma cinco documentos: una «garantía» para dejar de practicar Falun Gong; una promesa de cortar todos los lazos con la práctica; dos documentos de autocrítica criticando su propio comportamiento y pensamiento; y críticas a la doctrina de Falun Gong. Para demostrar la sinceridad de sus renuncias, los practicantes deben vilipendiar a Falun Gong frente a una audiencia o en vídeo. Estas grabaciones pueden ser utilizadas por los medios de comunicación estatales como parte de un esfuerzo de propaganda. En algunos campamentos, los recién reeducados deben participar en la transformación de otros practicantes, incluso infligiendo abuso físico a otros, como prueba de que han renunciado por completo a las enseñanzas de Falun Gong.
El Washington Post publicó en 2001 una reseña del proceso de transformación: 

En una comisaría de policía en el oeste de Beijing, Ouyang fue despojado e interrogado durante cinco horas. «Si respondía incorrectamente, es decir, si no decía "Sí", me golpeaban con la porra eléctrica», dijo.

Luego, fue trasladado a un campo de trabajo en los suburbios occidentales de Beijing. Allí, los guardias le ordenaron que se pusiera de pie frente a una pared. Si se movía, lo golpeaban. Si caía por la fatiga, lo golpeaban.
Cada mañana, tenía cinco minutos para comer y aliviarse. «Si no lo lograba, me ponía mis pantalones», dijo. «Y también me golpeaban por eso.»
Para el sexto día, dijo Ouyang, no podía ver directamente al mirar yeso a tres pulgadas de su rostro. Sus rodillas se doblaron, lo que provocó más golpes y palizas. Se rindió a las demandas de los guardias.
Durante los tres días siguientes, Ouyang desprestigió las enseñanzas de [Falun Gong], gritando contra la pared. Los oficiales continuaron golpeándolo sobre el cuerpo y se ensució regularmente. Finalmente, el décimo día, el repudio de Ouyang al grupo se consideró suficientemente sincero.
Fue llevado ante un grupo de presos de Falun Gong y rechazó al grupo una vez más mientras una cámara de video rodaba. Ouyang salió de la cárcel y entró en las clases de lavado de cerebro. Veinte días después de debatir sobre Falun Gong durante dieciséis horas al día, «se graduó».

«La presión sobre mí fue y es increíble», dijo. «En los últimos dos años, he visto lo peor de lo que el hombre puede hacer. Realmente somos los peores animales de la Tierra.»

Los esfuerzos de transformación son impulsados por incentivos y directivas emitidas por las autoridades centrales del Partido Comunista a través de la Oficina 610. Los gobiernos locales y los funcionarios a cargo de los centros de detención reciben cuotas que estipulan cuántos practicantes de Falun Gong deben transformarse con éxito. El cumplimiento de estas cuotas está vinculado a promociones y compensaciones financieras, con «bonificaciones generosas» para los funcionarios que cumplen con los objetivos establecidos por el gobierno, y posibles degradaciones para aquellos que no lo hacen. La oficina central 610 lanza periódicamente nuevas campañas de transformación para revisar las cuotas y difundir nuevos métodos. En 2010, inició una campaña nacional de tres años para transformar un gran número de practicantes de Falun Gong. Los documentos publicados en los sitios web del Partido y del gobierno local se refieren a objetivos concretos de transformación y establecen límites a tasas aceptables de «recaída». Una campaña similar de tres años se lanzó en 2013.

### Tortura y abuso bajo custodia
Para alcanzar los objetivos de transformación, el gobierno permitió el uso sistemático de la tortura y la violencia contra los practicantes de Falun Gong, incluidas las descargas eléctricas con porras y palizas. Amnistía Internacional escribe que «los detenidos que no cooperen con el proceso de "reeducación" serán sometidos a métodos de tortura y otros malos tratos... con mayor severidad». Los métodos «suaves» incluyen la privación del sueño, amenazar a los miembros de la familia y negar el acceso a servicios sanitarios o baños. Los malos tratos se convierten en golpizas, vigilancia las 24 horas, confinamiento solitario, descargas con porras eléctricas, alimentación forzada abusiva, tortura «en el potro» y el «banco de tigre», en el que la persona está atada a una tabla y sus piernas dobladas hacia atrás a la fuerza.
Desde el 2000, el Relator Especial de la ONU sobre la Tortura documentó 314 casos de tortura en China, que representan a más de 1160 personas. Falun Gong comprendió el 66% de los casos de tortura denunciados. El Relator Especial se refirió a las acusaciones de tortura como «desgarradoras» y pidió al gobierno chino que «tome medidas inmediatas para proteger la vida y la integridad de sus detenidos de conformidad con las Reglas mínimas para el tratamiento de los reclusos».
Se afirma que se utilizan numerosas formas de tortura, incluidas descargas eléctricas, suspensión por los brazos, grilletes en posiciones dolorosas, privación de sueño y comida, alimentación forzada y abuso sexual, con muchas variaciones en cada tipo.

### Ejecuciones extrajudiciales

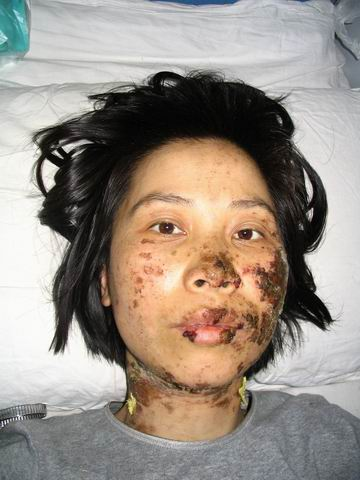
Gao Rongrong, una practicante de Falun Gong de la provincia de Liaoning, fue torturada bajo custodia en 2005.

El Centro de Información de Falun Dafa informa que más de 3700 practicantes de Falun Gong nombrados han muerto como resultado de torturas y abusos bajo custodia, generalmente después de que se negaron a retractarse de sus creencias. Amnistía Internacional señala que esta cifra puede ser «solo una pequeña parte del número real de muertes bajo custodia, ya que muchas familias no buscan reparación legal por estas muertes ni informan sistemáticamente a fuentes extranjeras». La preponderancia de muertes reportadas ocurre en las provincias del noreste de China, la provincia de Sichuan y las áreas que rodean Beijing.
Una de las primeras muertes por tortura reportadas en la prensa occidental fue la de Chen Zixiu, un trabajador de una fábrica retirado de la provincia de Shandong. En su artículo ganador del Premio Pulitzer sobre la persecución a Falun Gong, Ian Johnson informó que los guardias del campo de trabajo la pegaban con picas de ganado en un intento de obligarla a renunciar a Falun Gong. Cuando ella se negó, «[los funcionarios] ordenaron a Chen correr descalza en la nieve. Dos días de tortura le habían dejado las piernas magulladas y su corto cabello negro enmarañado con pus y sangre... Se arrastró afuera, vomitó y colapsó. Ella nunca recuperó la conciencia». Chen murió el 21 de febrero de 2000.
El 16 de junio de 2005, Gao Rongrong, de 37 años, contadora de la provincia de Liaoning, fue torturada hasta la muerte bajo custodia. Dos años antes de su muerte, Gao había sido encarcelada en el campo de trabajos forzados de Longshan, donde fue gravemente desfigurada con bastones de descarga eléctrica. Gao escapó del campo de trabajos forzados saltando desde una ventana del segundo piso, y después de que las imágenes de su rostro quemado se hicieron públicas, se convirtió en un blanco para la captura de las autoridades. La detuvieron el 6 de marzo de 2005 y la mataron poco más de tres meses después.
El 26 de enero de 2008, agentes de seguridad en Beijing detuvieron al popular músico folklórico Yu Zhou y a su esposa Xu Na mientras se dirigían a su casa después de un concierto. Yu Zhou, de 42 años, fue detenido, donde las autoridades intentaron obligarlo a renunciar a Falun Gong. Fue torturado hasta la muerte en once días.
Las autoridades gubernamentales niegan que los practicantes de Falun Gong sean asesinados bajo custodia. Atribuyen las muertes al suicidio, la enfermedad u otros accidentes.

### Extracción de órganos
En 2006, surgieron denuncias de que muchos practicantes de Falun Gong habían sido asesinados para abastecer a la industria de trasplantes de órganos de China. Estas acusaciones provocaron una investigación por parte del ex secretario de Estado canadiense David Kilgour y el abogado de derechos humanos David Matas. En julio de 2006, el informe Kilgour-Matas encontró que "la fuente de 41 500 trasplantes para el período de seis años 2000 a 2005 es «inexplicable» y concluyó que «el gobierno de China y sus agencias en numerosas partes del país, en hospitales particulares, pero también centros de detención y "tribunales populares", desde 1999 han asesinado a un gran pero desconocido número de presos de conciencia de Falun Gong».
El informe Kilgour-Matas llamó la atención sobre los tiempos de espera extremadamente cortos para los órganos en China —una o dos semanas para un hígado en comparación con 32,5 meses en Canadá— indicando que los órganos estaban siendo adquiridos bajo demanda. Un aumento significativo en el número de trasplantes anuales de órganos en China a partir de 1999, correspondió con el inicio de la persecución a Falun Gong. A pesar de los niveles muy bajos de donación voluntaria de órganos, China realiza el segundo mayor número de trasplantes por año. Kilgour y Matas también presentaron material incriminatorio de los sitios web de los centros de trasplante chinos que anuncian la disponibilidad inmediata de órganos de donantes vivos, así como transcripciones de entrevistas telefónicas en las que los hospitales dijeron a los posibles receptores de trasplantes que podían obtener órganos de Falun Gong. Una versión actualizada de su informe se publicó como libro en 2009. Kilgour dio seguimiento a esta investigación en un informe de 680 páginas 2016.

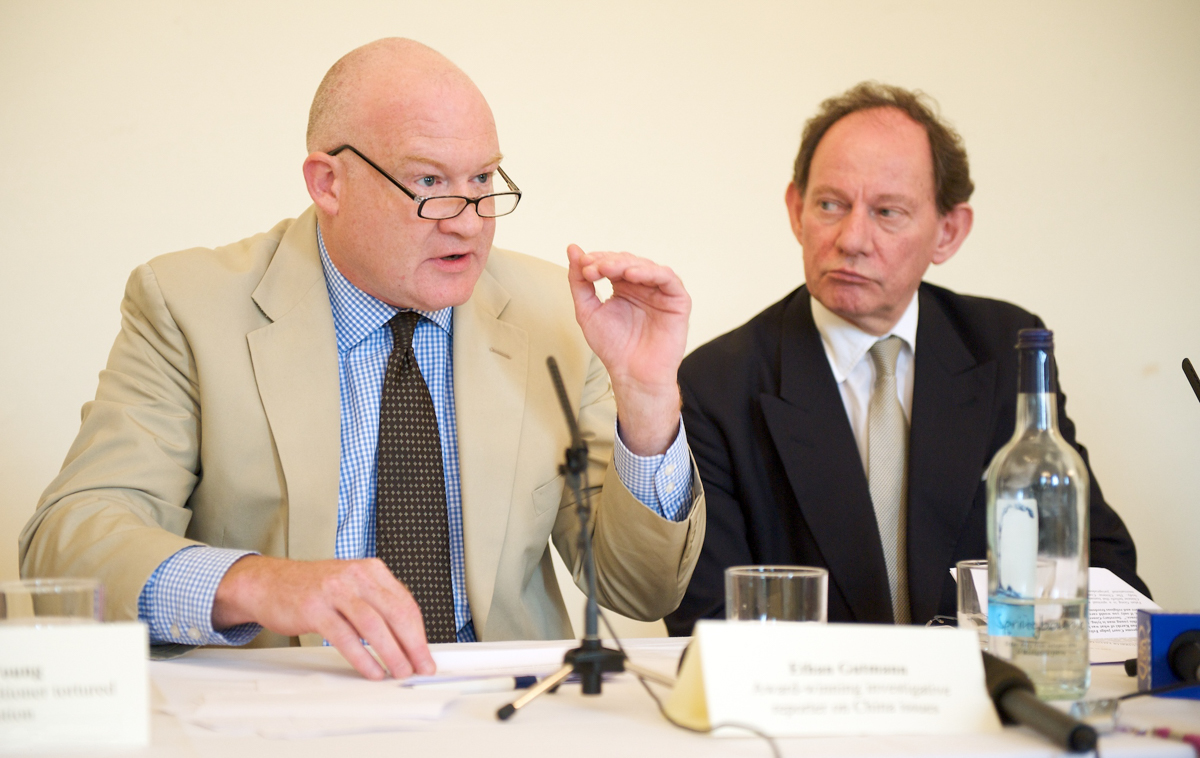
Ethan Gutmann (izquierda) con Edward McMillan-Scott en una conferencia de prensa de la Asociación de Prensa Extranjera de 2009

En 2014, el periodista de investigación Ethan Gutmann publicó los resultados de su propia investigación. Gutmann realizó extensas entrevistas con ex detenidos en campos de trabajo y cárceles chinos, así como con ex oficiales de seguridad y profesionales médicos con conocimiento de las prácticas de trasplante de China. Informó que la extracción de órganos de presos políticos probablemente comenzó en la provincia de Xinjiang en la década de 1990, y luego se extendió por todo el país. Gutmann estima que unos 64 000 prisioneros de Falun Gong pueden haber sido asesinados por sus órganos entre los años 2000 y 2008.
En 2016, los investigadores publicaron una actualización conjunta de sus hallazgos que muestran que el número de trasplantes de órganos realizados en China es mucho mayor de lo que se creía anteriormente, y que la muerte por extracción ilícita de órganos podría ser de hasta un millón y medio de personas. El informe de 789 páginas se basa en un análisis de registros de cientos de hospitales de trasplantes chinos.
En diciembre de 2005 y noviembre de 2006, el Viceministro de Salud de China reconoció que la práctica de extraer órganos de prisioneros ejecutados para trasplantes era generalizada. Sin embargo, los funcionarios chinos niegan que los órganos de los practicantes de Falun Gong estén siendo extraídos e insisten en que China cumpla con los principios de la Organización Mundial de la Salud que prohíben la venta de órganos humanos sin el consentimiento por escrito de los donantes.
En mayo de 2008, dos relatores especiales de las Naciones Unidas reiteraron sus solicitudes para que las autoridades chinas respondieran adecuadamente a las acusaciones y proporcionaran una fuente para los órganos que explicaría el aumento repentino de los trasplantes de órganos en China desde 2000.
En junio de 2019, un tribunal independiente en Londres llamado el Tribunal de China, establecido para investigar la sustracción forzada de órganos de y entre presos de conciencia en China, declaró que los miembros del grupo espiritual de Falun Gong continuaron siendo asesinados por China por sus órganos. El tribunal dijo que tenía pruebas claras de que la extracción forzada de órganos se ha estado produciendo en China desde hace más de veinte años. China ha negado repetidamente las acusaciones, alegando haber dejado de usar órganos de prisioneros ejecutados en 2015. Sin embargo, los abogados y expertos del Tribunal de China están convencidos de que la práctica todavía se estaba llevando a cabo con los miembros encarcelados de Falun Gong «probablemente la principal fuente» de órganos para la extracción forzada.

## Arrestos arbitrarios y encarcelamiento
Observadores extranjeros estiman que cientos de miles, y quizás millones, de practicantes de Falun Gong han sido detenidos extralegalmente en campos de reeducación a través del trabajo, prisiones y otros centros de detención.
Los arrestos a gran escala se llevan a cabo periódicamente y, a menudo, coinciden con aniversarios importantes o eventos importantes. La primera ola de arrestos ocurrió la noche del 20 de julio, cuando miles de practicantes fueron sacados de sus hogares bajo custodia policial. En noviembre de 1999, cuatro meses después del inicio de la campaña, el vice primer ministro Li Lanqing anunció que 35.000 practicantes de Falun Gong habían sido arrestados o detenidos. El Washington Post escribió que "el número de personas detenidas... en la operación contra Falun Gong empequeñece cada campaña política en los últimos años en China". En abril de 2000, más de 30.000 personas habían sido arrestadas por protestar en defensa de Falun Gong en la Plaza Tiananmen. Setecientos seguidores de Falun Gong fueron arrestados durante una manifestación en la Plaza el 1 de enero de 2001.
Antes de los Juegos Olímpicos de 2008 en Beijing, más de 8.000 practicantes de Falun Gong fueron sacados de sus hogares y lugares de trabajo en las provincias de China. Dos años después, las autoridades de Shanghái detuvieron a más de 100 practicantes antes de la Exposición Mundial de 2010. Aquellos que se negaron a rechazar a Falun Gong fueron sometidos a tortura y enviados a reeducación a través de instalaciones laborales.

### Reeducación a través del trabajo
De 1999 a 2013, la gran mayoría de los practicantes de Falun Gong detenidos fueron reeducados a través de campos de trabajo forzado (RTC), un sistema de detención administrativa donde las personas pueden ser encarceladas sin juicio por hasta cuatro años.
El sistema RTC se estableció durante la era maoísta para castigar y reprogramar a los "reaccionarios" y otros individuos considerados enemigos de la causa comunista. En años más recientes, se ha utilizado para encarcelar a delincuentes menores, drogadictos y prostitutas, así como a peticionarios y disidentes. La policía puede extender arbitrariamente las sentencias RTC y no se permite el acceso externo. Los presos se ven obligados a realizar trabajos pesados en minas, centros de fabricación de ladrillos, campos agrícolas y muchos tipos diferentes de fábricas. La tortura física, las palizas, los interrogatorios y otros abusos contra los derechos humanos tienen lugar en los campos, según ex presos y organizaciones de derechos humanos.
La red de centros RTC de China se expandió significativamente después de 1999 para acomodar una afluencia de detenidos de Falun Gong, y las autoridades utilizaron los campos para tratar de "transformar" a los practicantes de Falun Gong. Amnistía Internacional informa que "el sistema RTC ha desempeñado un papel clave en la campaña contra Falun Gong, absorbiendo a un gran número de practicantes a lo largo de los años... La evidencia sugiere que Falun Gong constituía en promedio de un tercio a  el 100 por ciento en algunos casos de la población total de ciertos campamentos de RTC".
Observadores internacionales estimaron que los practicantes de Falun Gong representaban al menos la mitad de la población total de los RTC, que ascendía a varios cientos de miles de personas. Un informe de 2005 de Human Rights Watch descubrió que los practicantes de Falun Gong constituían la mayoría de la población detenida en los campos estudiados y recibían las "penas más largas y el peor trato". "La campaña del gobierno contra el grupo ha sido tan minuciosa que incluso los activistas chinos desde hace mucho tiempo tienen miedo de decir el nombre del grupo en voz alta".
En 2012 y principios de 2013, una serie de informes de noticias y exposiciones centraron la atención en los abusos contra los derechos humanos en el campo de trabajos forzados de Masanjia, donde aproximadamente la mitad de los internos eran practicantes de Falun Gong. La exposición ayudó a impulsar las llamadas para poner fin al sistema de reeducación a través del trabajo. A principios de 2013, el Secretario General del PCCh, Xi Jinping, anunció que se aboliría RTC, lo que resultaría en el cierre de los campamentos. Sin embargo, los grupos de derechos humanos descubrieron que muchas instalaciones RTC simplemente han sido renombradas como cárceles o centros de rehabilitación, y que el uso para encarcelamiento extrajudicial de disidentes y practicantes de Falun Gong ha continuado.
El sistema es a menudo llamado Laogai, la abreviatura para láodòng gǎizào (勞動改造/劳动改造), el cual significa "reforma a través de trabajo," y es un eslogan del sistema de justicia criminal chino.

### Cárceles negras y centros de reeducación.
Además de las cárceles y las instalaciones de RTC, la Oficina 610 creó una red nacional de centros de reeducación extrajudiciales para "transformar las mentes" de los practicantes de Falun Gong. Los centros son dirigidos extrajudicialmente, y el gobierno oficialmente niega su existencia. Se les conoce como "cárceles negras", "centros de lavado de cerebro", "transformación a través de centros de reeducación" o "centros de educación jurídica". Algunos son programas temporales establecidos en escuelas, hoteles, complejos militares o unidades de trabajo. Otros son instalaciones permanentes que funcionan como cárceles privadas.
Si un practicante de Falun Gong se niega a ser "transformado" en la prisión o en los campos de RTC, puede ser enviado directamente a los centros de transformación a completar su condena. La Comisión Ejecutiva del Congreso en China escribe que las instalaciones "se usan específicamente para detener a los practicantes de Falun Gong que han completado los términos de reeducación a través de campos de trabajo (RTC) pero a quienes las autoridades se niegan a liberar". Los practicantes que son detenidos involuntariamente en los centros de transformación deben pagar una matrícula de cientos de dólares. Los honorarios se extorsionan a los miembros de la familia, así como a las unidades de trabajo de los profesionales y a los empleadores.
Mientras que los funcionarios de Beijing inicialmente describieron el proceso de reeducación como "benigno", las personas que fueron detenidas en los centros describen el abuso mental y físico "extraordinariamente severo". El periodista Ian Johnson escribe que fue "en estas prisiones no oficiales donde ocurrieron los asesinatos".
El uso de "sesiones de lavado de cerebro" por parte del gobierno comenzó en 1999, pero la red de centros de transformación se expandió a nivel nacional en enero de 2001 cuando la Oficina 610 central ordenó que todos los organismos gubernamentales, unidades de trabajo y corporaciones los usaran. El Washington Post informó que "los funcionarios del vecindario han obligado incluso a los ancianos, las personas con discapacidad y los enfermos a asistir a las clases". Las universidades han enviado personal para buscar estudiantes que abandonaron o fueron expulsados por practicar Falun Gong, y los trajeron de vuelta para las sesiones. Otros miembros se han visto obligados a dejar familiares enfermos "para asistir a las sesiones de reeducación.  Después del cierre del sistema RTC en 2013, las autoridades se apoyaron más en los centros de transformación para detener a los practicantes de Falun Gong. Después de que se cerró el centro RTC de Nanchong en la provincia de Sichuan, por ejemplo, al menos una docena de practicantes de Falun Gong detenidos allí fueron enviados directamente a un centro de transformación local. Algunos antiguos campamentos RTC simplemente han sido renombrados y convertidos en centros de transformación.

### Abuso psiquiátrico
Los practicantes de Falun Gong que se niegan a retractarse de sus creencias a veces son enviados involuntariamente a hospitales psiquiátricos, donde pueden estar sujetos a palizas, privación del sueño, tortura por electrocución e inyecciones con sedantes o medicamentos antipsicóticos. Algunos son enviados a los hospitales (conocidos como instalaciones de ankang) porque sus penas de prisión o RTC han expirado y aún no se habían "transformado" con éxito en las clases de lavado de cerebro. A otros se les dijo que fueron admitidos porque tenían un "problema político", es decir, porque apelaron al gobierno para levantar la prohibición de Falun Gong.
Robin Munro, exdirector de la Oficina de Human Rights Watch de Hong Kong y ahora Director Adjunto del Boletín Laboral de China, llamó la atención sobre los abusos de la psiquiatría forense en China en general, y de los practicantes de Falun Gong en particular. En 2001, Munro alegó que los psiquiatras forenses en China han estado activos desde los días de Mao Zedong, y han estado involucrados en el mal uso sistemático de la psiquiatría con fines políticos. Él dice que los abusos psiquiátricos a gran escala son el aspecto más distintivo de la prolongada campaña del gobierno para "aplastar a Falun Gong" y encontró un aumento muy considerable en las admisiones de Falun Gong a hospitales psiquiátricos desde el inicio de la campaña de persecución del gobierno.
Munro afirmó que los practicantes detenidos de Falun Gong son torturados y sometidos a terapia electroconvulsiva, formas dolorosas de tratamiento de acupuntura eléctrica, privación prolongada de luz, comida y agua, y acceso restringido a baños para forzar "confesiones" o "renuncias" como un condición de liberación. Pueden seguir multas de varios miles de yuanes. Lu y Galli escriben que dosis de medicación de hasta cinco o seis veces el nivel habitual se administran a través de una sonda nasogástrica como una forma de tortura o castigo, y que la tortura física es común, incluida la unión fuerte con cuerdas en posiciones muy dolorosas. Este tratamiento puede provocar toxicidad química, migrañas, debilidad extrema, protrusión de la lengua, rigidez, pérdida de conciencia, vómitos, náuseas, convulsiones y pérdida de memoria.
El Dr. Alan Stone, profesor de derecho y psiquiatría en Harvard, descubrió que un número significativo de practicantes de Falun Gong recluidos en hospitales psiquiátricos habían sido enviados allí desde campos de trabajos forzados, escribiendo "[Ellos] bien puede haber sido torturado y luego arrojado en hospitales psiquiátricos como una disposición conveniente". Estuvo de acuerdo en que los practicantes de Falun Gong enviados a hospitales psiquiátricos habían sido "diagnosticados y maltratados", pero no encontró evidencia definitiva de que el uso de instalaciones psiquiátricas fuera parte de una política gubernamental uniforme, y señaló que los patrones de institucionalización variaban de provincia a provincia.

### Prisiones
Desde 1999, varios miles de practicantes de Falun Gong han sido condenados a prisiones a través del sistema de justicia penal. La mayoría de los cargos contra los practicantes de Falun Gong son por delitos políticos tales como "perturbar el orden social", "filtrar secretos de estado", "subvertir el sistema socialista" o "usar una organización herética para socavar la implementación de la ley", una disposición vagamente redactada que se utiliza para perseguir, por ejemplo, a las personas que utilizan Internet para difundir información sobre Falun Gong.
Según un informe de Amnistía Internacional, los juicios contra los practicantes de Falun Gong son "extremadamente injustos: el proceso judicial fue parcial contra los acusados desde el principio y los juicios fueron una mera formalidad...Ninguna de las acusaciones contra los acusados se relaciona con actividades que legítimamente se considerarían crímenes bajo los estándares internacionales ".
Los abogados de derechos humanos chinos que han intentado defender a los clientes de Falun Gong se han enfrentado a diversos grados de persecución, incluidos la inhabilitación, la detención y, en algunos casos, la tortura y la desaparición.

## Discriminación social
Desde julio de 1999, los funcionarios y los miembros del Partido Comunista tienen prohibido practicar Falun Gong. Se ordenó a los lugares de trabajo y las escuelas que participaran en la lucha contra Falun Gong presionando a los creyentes recalcitrantes de Falun Gong para que renunciaran a sus creencias y, a veces, los enviaran a clases especiales de reeducación para "transformarse". De lo contrario, se perderán los salarios, las pensiones, la expulsión o la terminación del trabajo.
Escribiendo en 2015, Noakes y Ford señalaron que "las instituciones postsecundarias en todo el país, desde universidades agrícolas hasta escuelas de derecho y programas de bellas artes, requieren que los estudiantes demuestren que han adoptado la" actitud correcta "en Falun Gong como condición de admisión". Por ejemplo, los estudiantes de muchas universidades deben obtener un certificado del ministerio de seguridad pública que certifique que no tienen afiliación con Falun Gong. Lo mismo es cierto en el empleo, ya que las ofertas de trabajo con frecuencia especifican que los posibles candidatos no deben tener registros de participación en Falun Gong. En algunos casos, incluso cambiar la dirección  requiere probar la actitud política correcta hacia Falun Gong.

## Fuera de China
La campaña del Partido Comunista contra Falun Gong se ha extendido a las comunidades de la diáspora, incluso mediante el uso de los medios de comunicación, el espionaje y el monitoreo de los practicantes de Falun Gong, el acoso y la violencia contra los practicantes, la presión diplomática aplicada a gobiernos extranjeros y el pirateo de sitios web en el extranjero. Según un desertor del consulado chino en Sídney, Australia, "la guerra contra Falun Gong es una de las principales tareas de la misión china en el extranjero".
En 2004, la Cámara de Representantes de los Estados Unidos aprobó por unanimidad una resolución que condenaba los ataques a los practicantes de Falun Gong en los Estados Unidos por parte de agentes del Partido Comunista. La resolución informó que los afiliados del partido han "presionado a los funcionarios electos locales en los Estados Unidos para que rechacen o retiren el apoyo al grupo espiritual de Falun Gong", que los portavoces de Falun Gong han tenido sus casas forzadas y personas involucradas en acciones de protesta pacíficas fuera de las embajadas y los consulados han sido agredidos físicamente.
La campaña en el extranjero contra Falun Gong se describe en documentos emitidos por la Oficina de Asuntos Chinos en el Extranjero (OACE) de China. En un informe de una reunión de directores de la OACE en 2007 a nivel nacional, provincial y municipal, la oficina declaró que "coordina el lanzamiento de las luchas contra 'Falun Gong' en el extranjero". La OACE exhorta a los ciudadanos chinos de ultramar a participar en "implementar y ejecutar resueltamente la línea del Partido, los principios rectores del Partido y las políticas del Partido", y "expandir agresivamente la lucha" contra Falun Gong, separatistas étnicos y activistas independientes taiwaneses en el extranjero. Otras organizaciones del partido y estatales que se cree están involucradas en la campaña en el extranjero incluyen el Ministerio de Seguridad del Estado Oficina 610 y el Ejército Popular de Liberación entre otros.

## Respuesta internacional
La persecución a Falun Gong ha atraído una gran cantidad de atención internacional por parte de gobiernos y organizaciones no gubernamentales. Organizaciones de derechos humanos, como Amnistía Internacional y Human Rights Watch, han expresado su profunda preocupación por los informes de tortura y malos tratos a practicantes en China y también han instado a la ONU y a los gobiernos internacionales a intervenir para poner fin a la persecución.
El Congreso de los Estados Unidos aprobó seis resoluciones: la Resolución 304 de la Archivado el 19 de junio de 2020 en Wayback Machine. Cámara de Representantes Archivado el 19 de junio de 2020 en Wayback Machine., la Resolución 530 de la Cámara de Representantes Archivado el 19 de junio de 2020 en Wayback Machine., la Resolución 188 de la Archivado el 22 de julio de 2013 en Wayback Machine. Cámara de Representantes, la Resolución 218 de la Cámara de Representantes Archivado el 19 de junio de 2020 en Wayback Machine., que instan a que se ponga fin de inmediato a la campaña contra los practicantes de Falun Gong en China y en el extranjero. La primera, la Resolución 217, se aprobó en noviembre de 1999. La última, la Resolución 605, fue aprobada el 17 de marzo de 2010 y pide "un fin inmediato de la campaña para perseguir, intimidar, encarcelar y torturar a los practicantes de Falun Gong".
En un mitin el 12 de julio de 2012, el representante de EE. UU. Ileana Ros-Lehtinen (R-FL), presidenta del Comité de Asuntos Exteriores de la Cámara de Representantes, pidió a la administración Obama que confronte a los líderes chinos en su historial de derechos humanos, incluida su opresión de los practicantes de Falun Gong. "Es esencial que los amigos y partidarios de la democracia y los derechos humanos continúen mostrando su solidaridad y apoyo al hablar en contra de estos abusos", dijo.

En 2012, el profesor de bioética Arthur Caplan declaró: 
Mira, creo que puedes hacer las conexiones que...están usando prisioneros, y necesitan prisioneros que estén relativamente sanos, necesitan prisioneros relativamente más jóvenes. No toma mucho tiempo imaginar que algunos [practicantes] de Falun Gong estarán entre los que serán asesinados por partes de sus organos. Simplemente sigue, porque recuerda que no puedes coger personas muy viejas como fuentes de órganos y no puedes coger personas que están muy enfermas. Ellos, Falun Gong, son en parte más jóvenes y, por estilo de vida, más saludables. Me sorprendería que no estuvieran usando a algunos de esos prisioneros como fuentes de órganos.
En 2008 Israel aprobó una ley que prohíbe la venta y la intermediación de órganos. La ley también puso fin a la financiación, a través del sistema de seguro médico, de trasplantes en China para nacionales israelíes.

## Respuesta de practicantes de Falun Gong
La respuesta de Falun Gong a la persecución en China comenzó en julio de 1999 con llamamientos a las oficinas de peticiones locales, provinciales y centrales en Beijing. Pronto progresó a manifestaciones más grandes, con cientos de practicantes de Falun Gong viajando diariamente a la Plaza Tiananmen para realizar ejercicios de Falun Gong o levantar pancartas en defensa de la práctica. Estas manifestaciones fueron invariablemente interrumpidas por las fuerzas de seguridad, y los practicantes involucrados fueron arrestados, a veces violentamente, y detenidos. Para el 25 de abril de 2000, un total de más de 30.000 practicantes habían sido arrestados en la plaza; setecientos seguidores de Falun Gong fueron arrestados durante una manifestación en la plaza el 1 de enero de 2001. Las protestas públicas continuaron hasta 2001. Escribiendo para el Wall Street Journal, Ian Johnson escribió que "Los fieles de Falun Gong han reunido lo que es posiblemente el desafío más sostenido a la autoridad en 50 años de gobierno comunista".
A finales de 2001, las manifestaciones en la Plaza Tiananmen se habían vuelto menos frecuentes, y la práctica fue llevada a la clandestinidad. A medida que la protesta pública cayó en desgracia, los practicantes establecieron "sitios de materiales" clandestinos, que producirían información impresa y DVDs para contrarrestar la representación de Falun Gong en los medios oficiales. Los practicantes luego distribuyen estos materiales, a menudo de puerta en puerta. Las fuentes de Falun Gong estimaron en 2009 que existen más de 200.000 de estos sitios en China. La producción, posesión o distribución de estos materiales es con frecuencia motivo para que los agentes de seguridad encarcelen o sentencian a los seguidores de Falun Gong.
En 2002, los activistas de Falun Gong en China aprovecharon las transmisiones de televisión, reemplazando la programación regular estatal con su propio contenido. Uno de los casos más notables ocurrió en marzo de 2002, cuando los practicantes de Falun Gong en Changchun interceptaron ocho redes de televisión por cable en la provincia de Jilin y, durante casi una hora, televisaron un programa titulado "¿Autoinmolación o acto por etapas?". Los seis practicantes de Falun Gong involucrados fueron capturados en los próximos meses. Dos fueron asesinados de inmediato, mientras que los otros cuatro habían muerto en 2010 como resultado de las heridas sufridas mientras estaban encarcelados.
Fuera de China, los practicantes de Falun Gong establecieron organizaciones de medios internacionales para obtener una mayor exposición de su causa y desafiar las narrativas de los medios estatales chinos. Estos incluyen el periódico La Gran Época, New Tang Dynasty Television y la estación de radio Sound of Hope. Según Zhao, a través de La Gran Época se puede discernir cómo Falun Gong está construyendo una "alianza de medios de facto" con los movimientos democráticos de China en el exilio, como lo demuestra su frecuente impresión de artículos por destacados críticos chinos en el extranjero del gobierno de la RPC. En 2004, La Gran Época publicó "Los nueve comentarios", una colección de nueve editoriales que presentaban una historia crítica del gobierno del Partido Comunista. Esto catalizó el movimiento Tuidang, que alienta a los ciudadanos chinos a renunciar a sus afiliaciones al Partido Comunista de China, incluidas las renuncias ex post facto de la Lig de la Juvenud Comunista y los Jóvenes Pioneros. La Gran Época afirma que decenas de millones han renunciado al Partido Comunista como parte del movimiento, aunque estos números no se han verificado de forma independiente.
En 2007, los practicantes de Falun Gong en los Estados Unidos formaron Shen Yun Performing Arts, una compañía de danza y música que realiza giras internacionales. Los desarrolladores de software de Falun Gong en los Estados Unidos también son responsables de la creación de varias herramientas populares de elusión de la censura empleadas por los usuarios de Internet en China.
Los practicantes de Falun Gong fuera de China han presentado docenas de demandas contra Jiang Zemin, Luo Gan, Bo Xilai y otros funcionarios chinos que alegan genocidio y crímenes contra la humanidad. Según International Advocates for Justice, Falun Gong ha presentado la mayor cantidad de demandas de derechos humanos en el siglo XXI y los cargos se encuentran entre los crímenes internacionales más severos definidos por las leyes penales internacionales. a 2006, 54 demandas civiles y penales estaban en curso en 33 países. En muchos casos, los tribunales se han negado a juzgar los casos por motivos de inmunidad soberana. Sin embargo, a fines de 2009, tribunales separados en España y Argentina acusaron a Jiang Zemin y Luo Gan de cargos de "crímenes de humanidad" y genocidio, y solicitaron su arresto; se reconoce que el fallo es en gran parte simbólico y es poco probable que se lleve a cabo. La corte en España también acusó a Bo Xilai, Jia Qinglin y Wu Guanzheng.
Los practicantes de Falun Gong y sus partidarios también presentaron una demanda en mayo de 2011 contra la compañía de tecnología Cisco Systems, alegando que la compañía ayudó a diseñar e implementar un sistema de vigilancia para que el gobierno chino suprima a Falun Gong. Cisco negó personalizar su tecnología para este propósito.

## Otras lecturas
- Amnistia Internacional (Marzo del 2000). China: The crackdown on Falun Gong and other so-called 'heretical organizations. London, UK: Amnesty International Publications.
- Spiegel, Mickey (2002). Dangerous Meditation: China's Campaign Against Falungong. Human Rights Watch. ISBN 978-1-56432-269-2. Consultado el 28 de septiembre de 2007.
- Schechter, Danny (Noviembre de 2001). Falun Gong's challenge to China: spiritual practice or 'evil cult'?. Akashic Books. ISBN 978-1-888451-27-6. «schechter falun.»
- Johnson, Ian (2005). Wild Grass: Three Portraits of Change in Modern China. New York, NY: Vintage. pp. 251–252; 283–287. ISBN 978-0375719196.
- Palmer, David A. (2007). 9. Falun Gong challenges the CCP. Columbia University Press. pp. 241-295. ISBN 978-0-231-14066-9.
- Tong, James (2009). Revenge of the Forbidden City: The Suppression of Falungong in China, 1999-2005. New York, NY: Oxford University Press. ISBN 978-0195377286.
- Amnistia Internacional (Diciembre de 2013). Changing the soup but not the medicine: Abolishing re-education through labor in China. Londres, UK: Amnesty International Publications. Archivado desde el original el 23 de noviembre de 2019.
- Matas, David, editor (2012). State Organs: Transplant Abuse in China. Woodstock, Ontario: Seraphim Editions. Archivado desde el original el 24 de febrero de 2015.